# Laoküla (Lääne-Saare)
Laoküla – wieś w Estonii, w prowincji Saare, w gminie Kaarma. Pod koniec 2004 roku wieś zamieszkiwało 21 osób.